# 帝都座
帝都座（ていとざ）とは、かつて東京都新宿区に存在した映画館及び劇場である。1931年5月1日、日活映画の封切り館として開館された。
建物は地上7階地下2階で、3階席までで1200名以上を収容、5階にダンスホール、地階には大食堂があった。開館当時に発行されたキネマ週報では、設計は僊石政太郎と伝えられる。
1940年、東京宝塚劇場傘下となる。
その後、東京宝塚劇場（のちの東宝）の社長であった秦豊吉の下で、5階の劇場において1947年1月にバラエティショーの一幕としてストリップ『額縁ショー』を上演。

## 年表
- 1931年 - 株式会社帝都座が日活映画の封切館として開館。社長に高橋是福（高橋是清二男）。
- 1940年 - ダンス禁止令施行に伴い五階のダンスホール閉鎖。
- 1940年 - 11月25日、帝都座は東京宝塚劇場の経営下となる。
- 1942年 - 五階ダンスホール跡に帝都座演芸場を東宝・吉本興業系の演芸場として開場。
- 1946年 - 五階劇場を新しくレビュー劇場としてオープンすべく準備。指揮は当時株式会社帝都座の代表者であった秦豊吉。定員420名。
- 1947年 - 五階劇場のオープン。額縁ショー（活人画）『ヴィナスの誕生』が開幕[3]。脚本：佐谷功、構成・振付：益田隆公演で料金は20円。
- 1947年 - 『額縁ショー』のモデルが中村笑子から甲斐美和に変わる。
- 1947年 - 第2回公演『ラ・パンテオン』(20景)でルーベンスの「アンドロメダ」の額縁ショーで甲斐美和が乳房を見せる。
- 1947年 - 最初の演劇公演として劇団東童による『春の目ざめ』。
- 1947年 - 空気座による『肉体の門』公演。
- 1947年 - 『東郷青児アルバム』で『額縁』の中からモデルが抜け出し踊るシーン。他にも原京子が後期に『額縁ショー』に出演。
- 1947年 - 演劇公演『春香伝』。
- 1948年 - 薔薇座公演『堕胎医』。
- 1948年 -『思い出のアルバム 第一集』で、片山マリが額縁から抜け出し、乳房を露出したまま踊りまわった。
- 1948年 - 『踊る益田隆』公演。
- 1948年 - 帝都座五階劇場が閉場。この頃は株主としての日活の力が強くなっており、代わりに同社直営で帝都名画座として外国映画を上映するようになる。
- 1950年 - 6月、株式会社帝都座が日活株式会社に吸収合併される。
- 1951年 - 9月、帝都座を新宿日活映画劇場、帝都名画座を日活名画座に改称。
- 1954年 - 6月、日活の自社制作復活に伴い、再び日活映画の封切館となる、
- 1970年 - 5月、ダイニチ映配の発足に伴い、新宿日活オスカー劇場に改称。洋画封切館に転向。
- 1972年 - 5月、新宿日活オスカー劇場ならびに新宿日活名画座の土地建物を27億8500万円で丸井に売却。劇場閉鎖。

## 参照
1. 1 2  第5回 戦前期日本の映画館写真(3)―東京・新宿 渋谷 神田 六本木篇国立映画アーカイブ、2013年12月17日
2. ↑  “帝都座 - SMpedia”. 2016年1月26日閲覧。
3. ↑  岩波書店編集部 編『近代日本総合年表 第四版』岩波書店、2001年11月26日、358頁。ISBN 4-00-022512-X。